# The Twilight Saga: Eclipse
The Twilight Saga: Eclipse er en amerikansk vampyrfilm fra 2010 og efterfølgeren til Twilight og The Twilight Saga: New Moon. Filmen er baseret på bogen Eclipse af Stephenie Meyer og instrueret af David Slade.
Kristen Stewart, Robert Pattinson og Taylor Lautner spiller hovedrollerne som henholdsvis Bella Swan, Edward Cullen og Jacob Black.

## Medvirkende
- Kristen Stewart som Bella Swan
- Robert Pattinson som Edward Cullen
- Taylor Lautner som Jacob Black
- Billy Burke som Charlie Swan
- Ashley Greene som Alice Cullen
- Jackson Rathbone som Jasper Hale
- Nikki Reed som Rosalie Hale
- Kellan Lutz som Emmett Cullen
- Elizabeth Reaser som Esme Cullen
- Peter Facinelli som Dr. Carlisle Cullen
- Bryce Dallas Howard som Victoria

## Handling
Bogen handler om vampyren Victoria, som danner en hær af nyfødte vampyrer, som hun vil have til at dræbe Cullen-klanen. De nyfødte vampyrer kommer til Forks, hvorefter Cullen-klanen slås med dem, mens varulvene (formskifterne) kommer klanen til assistance.

## Eksterne links
- The Twilight Saga: Eclipse på Internet Movie Database (engelsk)
- The Twilight Saga: Eclipse på Filmdatabasen
- The Twilight Saga: Eclipse på Scope
- The Twilight Saga: Eclipse i Svensk Filmdatabas (svensk)
- The Twilight Saga: Eclipse på AlloCiné (fransk)
- The Twilight Saga: Eclipse på MovieMeter (nederlandsk)
- The Twilight Saga: Eclipse på AllMovie (engelsk)
- The Twilight Saga: Eclipse hos American Film Institute (engelsk)
- The Twilight Saga: Eclipse på The Movie Database (engelsk)
- The Twilight Saga: Eclipse på Rotten Tomatoes (engelsk)